# Plastbrännare
En plastbrännare är en anordning för destillation speciellt anpassad för separering av etanol och vatten. Plastbrännare är vanliga för hembränning eftersom de är billiga och enkla att tillverka. Principen är att en mindre mängd vätska placeras i ett öppet mindre kärl inuti ett större som är slutet. Vätskan hålls uppvärmd med en doppvärmare vid omkring 50 °C, vilket gör att den långsamt avdunstar och kondenseras på det yttre kärlets innerväggar. Kondensen som samlas i kärlets botten kan sedan via ett hål avledas direkt ner genom ett filter innehållande aktivt kol. Slutprodukten får ungefär dubbelt så hög alkoholhalt som vätskan man startade med och kan givetvis destilleras flera gånger om starkare vara önskas. Metoden är långsam, och lämpar sig inte för produktion i större skala.